# Die Abenteuer von Pico und Columbus
Die Abenteuer von Pico und Columbus ist ein deutscher Zeichentrickfilm aus dem Jahr 1992 von Regisseur Michael Schoemann. Er wurde von der Bavaria Film am 14. Februar 1992 veröffentlicht.

## Handlung
Im Jahr 1492 glaubten viele Menschen, dass die Welt flach war und die Schiffe über den Rand der Erde fallen könnten. Doch der italienische Seefahrer Christopher Columbus hatte die Idee, dass die Welt ein Würfel ist. Doch ein kleiner Holzwurm namens Pico belauschte ihn und überzeugt ihn davon, dass die Welt eine Kugel ist. Nach dieser Entdeckung geht er zu König Ferdinand und Königin Isabella – Pico kommt mit ihm und beide werden Freunde.
Als Columbus dem König erklärt, dass die Welt rund und nicht flach ist, empört dies den König und er befiehlt seinen Wachen Columbus zu verhaften. Doch Königin Isabella, die in Columbus verliebt ist, kommt ihnen zuvor und gewährt Columbus die Gelegenheit, seine Theorie durch eine Reise zu beweisen. Der König erklärt sich einverstanden, doch soll Columbus hingerichtet werden, kehrt er nicht mit Gold zurück. Da die drei in dieser Nacht ein Fest feiern, entscheidet Pico, sie zu verlassen und die Burg zu erkunden. Er klettert auf einen großen Turm und gelangt durch ein Fenster auf einen Kronleuchter. Dort trifft er Marilyn, die Feenprinzessin von einem fernen Land. Von dort hat der böse Fürst sie entführt und hält sie im Kronleuchter gefangen, auf dass sie ihm das Geheimnis ihrer Kräfte verrät. Pico und Marilyn versuchen zu fliehen, doch der Fürst kehrt zurück und nimmt Marilyn in sein Versteck in der noch unentdeckten neuen Welt mit. Pico schwört sich, Marilyn zu befreien.
Am nächsten Tag setzt Columbus die Segel, um die neue Welt zu entdecken. Pico eilt zum Schiff, wird aber von drei Ratten verfolgt, die ihn fressen wollen. Pico gelingt die Flucht, doch die Ratten folgen ihm. Sie hoffen, auch die in die neue Welt fahren zu können. Auf Columbus’ Schiff werden die beiden Freunde wieder vereint und Pico erklärt, dass er Marilyn retten will. Columbus’ Kameraden belauschen ihren Kapitän im Gespräch mit Pico und meinen, dass Columbus verrückt ist. Während der Reise stößt Pico wieder auf die Ratten. Sie wollen das Schiff auf einem der Rettungsboote verlassen, weil sie hörten, dass es zum vermeintlichen Ende der Welt fährt. Doch Pico braucht das Rettungsboot, falls die Mannschaft gegen Columbus meutert und er fliehen will. Er überzeugt die Ratten, indem er ihnen erzählt, in der neuen Welt gäbe es riesige Mengen an Käse.
In der Nacht hört Pico, dass die Matrosen Columbus töten und zurückzukehren wollen, da sie Angst vor dem Ende der Welt haben. Pico erzählt es Columbus und versucht am nächsten Tage seine Mannschaft durch ein Lied von heldenhaften Seeleuten zu beruhigen. So lassen sie ihn leben, wollen aber dennoch den Kurs wechseln. Als sich kurz darauf eine vermeintliche Insel als altes Wikingerschiff entpuppt, sind die Matrosen wieder aufgebracht. Als sie Columbus aufhängen, sieht er vom Mast die neue Welt. In dem Moment greift der böse Fürst an und versucht, alle auf dem Schiff zu töten. Sie schaffen es dennoch an Land und Pico, Columbus, ein Bieber und die zwei überlebenden Ratten gehen durch den Dschungel der Insel, Azteken-Tempel des Fürsten.
Pico und seine Freunde erreichen den Tempel, wo der Fürst Marilyn ihre Kräfte rauben will. Columbus steigt bis an die Spitze des Tempels in Form eines Insektenstocks und nimmt das goldene Idol, während Pico Marilyn rettet. Columbus verwendet das Idol, um den Fürsten aufzuhalten und der Bieber zerstört den Tempel. Die Freunde entkommen, aber Marilyn ertrinkt in einem Wasserfall. Doch als die Sonne aufgeht, kommt sie wieder zu sich und Pico und Marilyn küssen sich. Die Eingeborenen der Insel danken Columbus, dass er sie vom Fürsten befreit hat. Die Gruppe segelt zurück nach Spanien und Columbus und Pico sind glücklich zu wissen, dass eine neue Welt entdeckt hat und bewiesen, dass die Welt rund ist.

## Synchronisation
| Rolle                        | Sprecher         |
| ---------------------------- | ---------------- |
| Christopher Columbus         | Michael Habeck   |
| Pico                         | Jens Wawrczeck   |
| Marilyn                      | Katja Nottke     |
| Königin Isabella             | Beate Hasenau    |
| König Ferdinand IV / Seemann | Christian Schult |
| Fürst / Diego / Häuptling    | Eric Vaessen     |
| Bieber                       | Lutz Mackensy    |
| Herald                       | Thomas Karallus  |
| Erzähler                     | Hans Paetsch     |

## Produktion
Der Film wurde ursprünglich in Deutschland im Jahre 1992 veröffentlicht, dem Jahr, in dem Amerika den 500. Jahrestag der berühmten Reise von Christoph Kolumbus feierten. Im selben Jahr wurden auch andere Filme mit der Thematik veröffentlicht, wie 1492 – Die Eroberung des Paradieses, Mach’s nochmal, Columbus und Christopher Columbus – Der Entdecker.
Zu der Zeit war der Film die teuerste animierte Produktion in Deutschland, mit einem Budget von $ 14.500.000. Regie führte Michael Schoemann. Phil Nibbelink war der Animationsregisseur, während die amerikanischen Animatoren Stanley Grün, Kevin Richardson, Rick Morrison und George Singer die Animation verantworteten. Die Produktion dauerte drei Jahre.